# 上郡町
上郡町（日语：／ Kamigōri chō */?）是位於日本兵庫縣西南部的行政區劃，西接岡山縣備前市。
轄區內多數區域為海拔高度在300公尺至400公尺的山區、丘陵地，中間區域有千種川自北向南流過。東北部區域與相鄰的龍野市、佐用町共同組成「播磨科學公園都市」，兵庫縣立大學的播磨理學校區即位於轄內的此地區。

## 人口
| 上郡町人口分布圖 |                                               |  |
| 上郡町與日本全國年齡別人口分布比較圖 （2005年資料） | 上郡町的年齡、男女別人口分布圖 （2005年資料） |  |
| ■紫色是上郡町 ■綠色是全国 | ■藍色是男性 ■紅色是女性                       |  |
| 上郡町人口變化 \| 1970年 \| 16,902人 \| \| \| 1975年 \| 17,448人 \| \| \| 1980年 \| 18,388人 \| \| \| 1985年 \| 18,900人 \| \| \| 1990年 \| 18,781人 \| \| \| 1995年 \| 18,849人 \| \| \| 2000年 \| 18,419人 \| \| \| 2005年 \| 17,603人 \| \| \| 2010年 \| 16,636人 \| \| \| 2015年 \| 15,224人 \| \| \| 2020年 \| 13,879人 \| \| |                                               |  |
| 資料來源：日本總務省統計中心提供之人口普查數據 |                                               |  |
| 1970年 | 16,902人                                      |  |
| 1975年 | 17,448人                                      |  |
| 1980年 | 18,388人                                      |  |
| 1985年 | 18,900人                                      |  |
| 1990年 | 18,781人                                      |  |
| 1995年 | 18,849人                                      |  |
| 2000年 | 18,419人                                      |  |
| 2005年 | 17,603人                                      |  |
| 2010年 | 16,636人                                      |  |
| 2015年 | 15,224人                                      |  |
| 2020年 | 13,879人                                      |  |

## 歷史
1889年實施町村制時，現在的轄區在當時分屬：上郡村、高田村、鞍居村、船坂村、赤松村。1913年原上郡村改制為上郡町，而現在的上郡町則是1955年當時的上郡町與高田村、鞍居村、船坂村及赤松村的部分區域合併而成。
在平成大合併期間，先後曾有與赤穗市合併、與相生市合併、與相生市和三日月町合併三個方案，並同時成立了三種合併協議會來討論各種可能性；但最終三個方案皆未能成案。

### 變遷表
| 1889年4月1日             | 1889年-1926年        | 1926年-1944年        | 1926年-1944年        | 1926年-1944年       | 1944年-1954年       | 1954年-1989年              | 1954年-1989年              | 1989年-現在                | 現在                       |
| ------------------------ | -------------------- | -------------------- | -------------------- | ------------------- | ------------------- | -------------------------- | -------------------------- | -------------------------- | -------------------------- |
| 上郡村                   | 1913年4月1日 上郡町  | 1913年4月1日 上郡町  | 1913年4月1日 上郡町  | 1913年4月1日 上郡町 | 1913年4月1日 上郡町 | 1955年3月25日 合併為上郡町 | 1955年3月25日 合併為上郡町 | 1955年3月25日 合併為上郡町 | 1955年3月25日 合併為上郡町 |
| 鞍居村                   |                      |                      |                      |                     |                     | 1955年3月25日 合併為上郡町 | 1955年3月25日 合併為上郡町 | 1955年3月25日 合併為上郡町 | 1955年3月25日 合併為上郡町 |
| 船坂村                   |                      |                      |                      |                     |                     | 1955年3月25日 合併為上郡町 | 1955年3月25日 合併為上郡町 | 1955年3月25日 合併為上郡町 | 1955年3月25日 合併為上郡町 |
| 高田村                   |                      |                      |                      |                     |                     | 1955年3月25日 合併為上郡町 | 1955年3月25日 合併為上郡町 | 1955年3月25日 合併為上郡町 | 1955年3月25日 合併為上郡町 |
| 赤松村                   |                      |                      |                      |                     |                     | 1955年3月25日 合併為上郡町 | 1955年3月25日 合併為上郡町 | 1955年3月25日 合併為上郡町 | 1955年3月25日 合併為上郡町 |
| 1955年3月25日 併入久崎町 | 1958年6月15日 上月町 | 2005年10月1日 佐用町 | 2005年10月1日 佐用町 |                     |                     |                            |                            |                            |                            |

## 交通

### 鐵路
轄內主要鐵路車站為上郡車站，除了屬於西日本旅客鐵道山陽本線的車站，也是智頭急行智頭線的起點車站，現每天有往返鳥取縣倉吉車站和京都車站的超級白兔號列車、往返鳥取車站和岡山車站的因幡號列車在此停車。
- 西日本旅客鐵道（JR西日本）
  - 山陽本線：（←赤穗市） - 上郡車站 - （備前市→）
- 智頭急行
  - 智頭線：上郡車站 - （岩木信號場（日语：岩木信号場）） - 苔繩車站 - 河野原圓心車站 - （佐用町→）

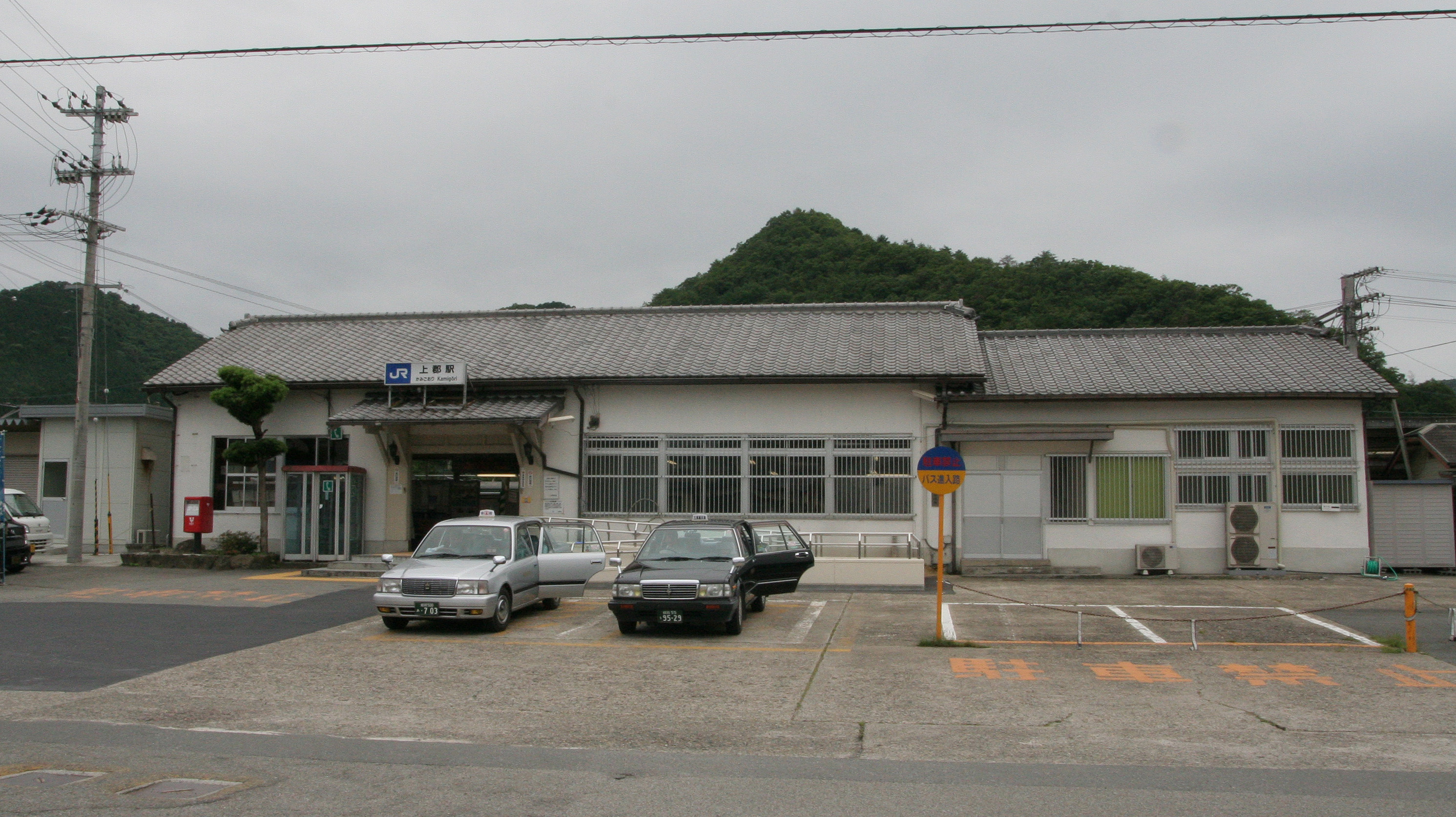
上郡車站
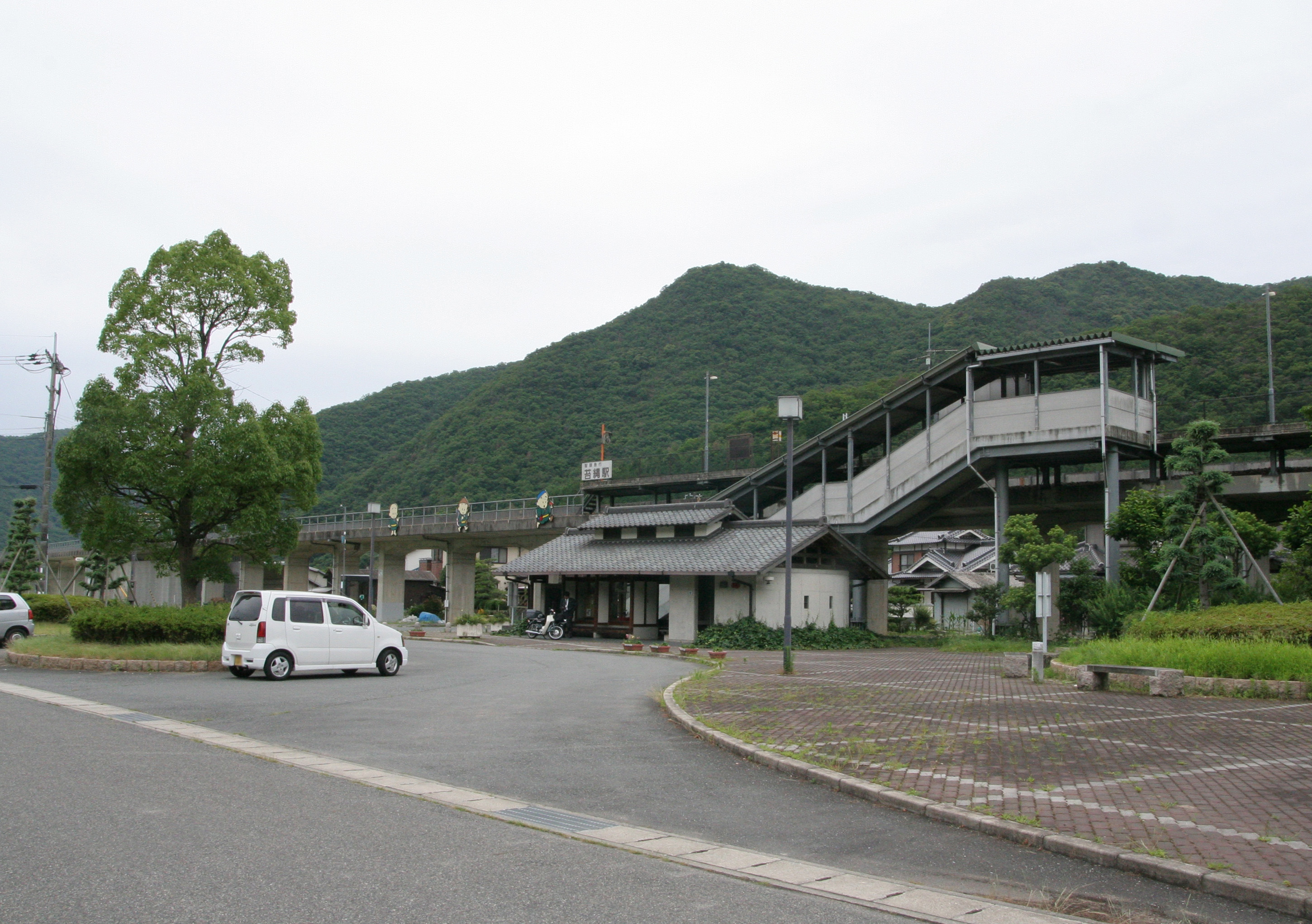
苔繩車站
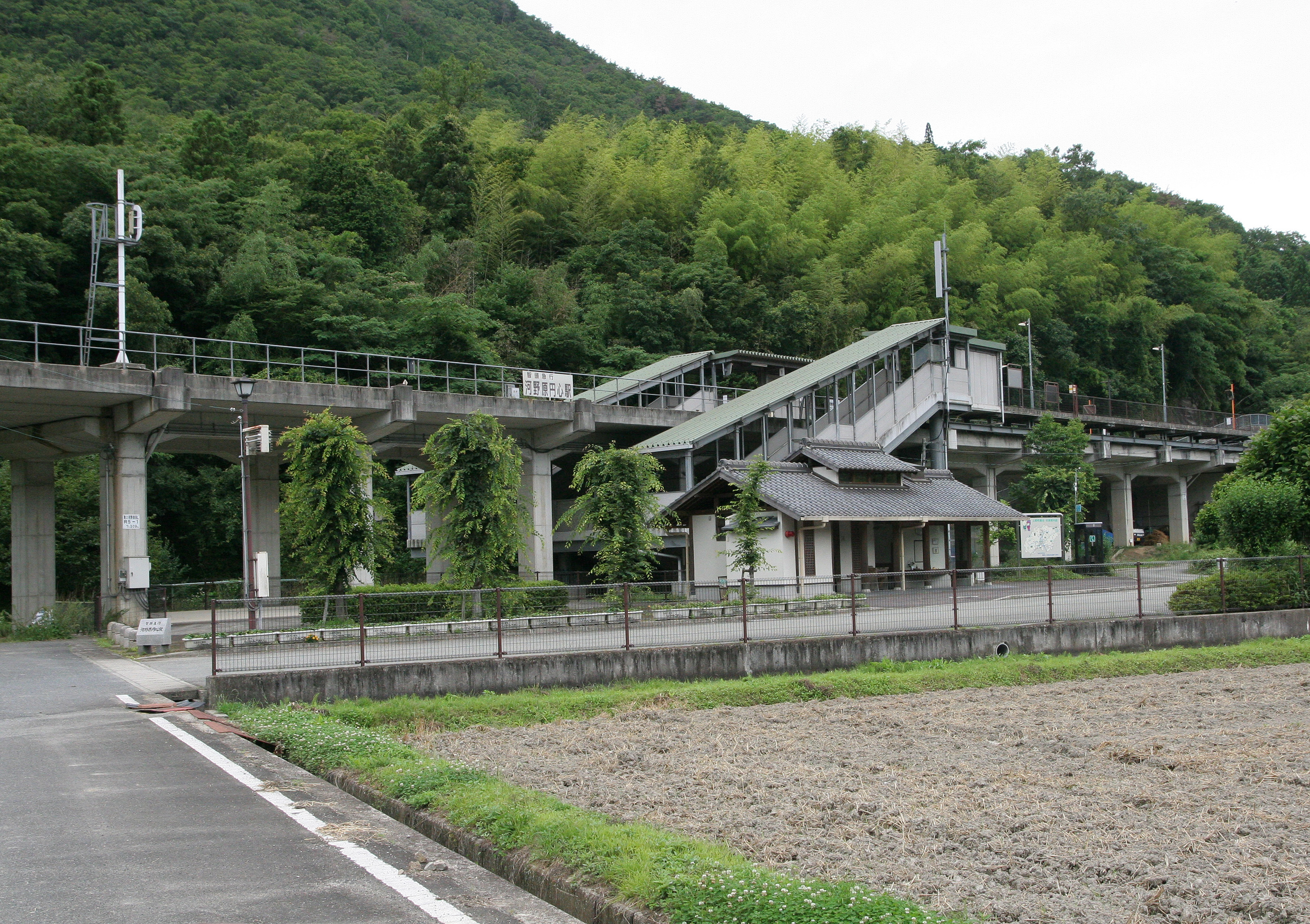
河野原圓心車站

### 道路
一般國道
- 國道2號、國道373號（日语：国道373号）

## 名勝・古跡
- 駒山城遺跡
- 白旗城（日语：白旗城）遺跡
- 法雲寺（日语：法雲寺 (上郡町)）
- 高嶺神社
- 兵庫縣立大學播磨科學公園都市學術情報館

## 教育

### 小學校
- 高田小學校
- 山野里小學校
- 上郡小學校

### 中學校
- 上郡町立上郡中學校（日语：上郡町立上郡中学校）
- 兵庫縣立大学附屬中學校（日语：兵庫県立大学附属中学校・高等学校）

### 高等學校
- 兵庫縣立上郡高等學校（日语：兵庫県立上郡高等学校）
- 兵庫縣立大学附屬高等學校（日语：兵庫県立大学附属中学校・高等学校）

### 大學
- 兵庫縣立大學
  - 播磨理學校區
  - 高度産業科学技術研究所

## 本地出身之名人
- 大鳥圭介：幕府末期至明治時期的西洋學者、官員
- 淺越忍：職業女子網球選手

## 外部連結
- （日語）上郡町的Facebook專頁
- OpenStreetMap上有關上郡町的地理